# Gradual Romano

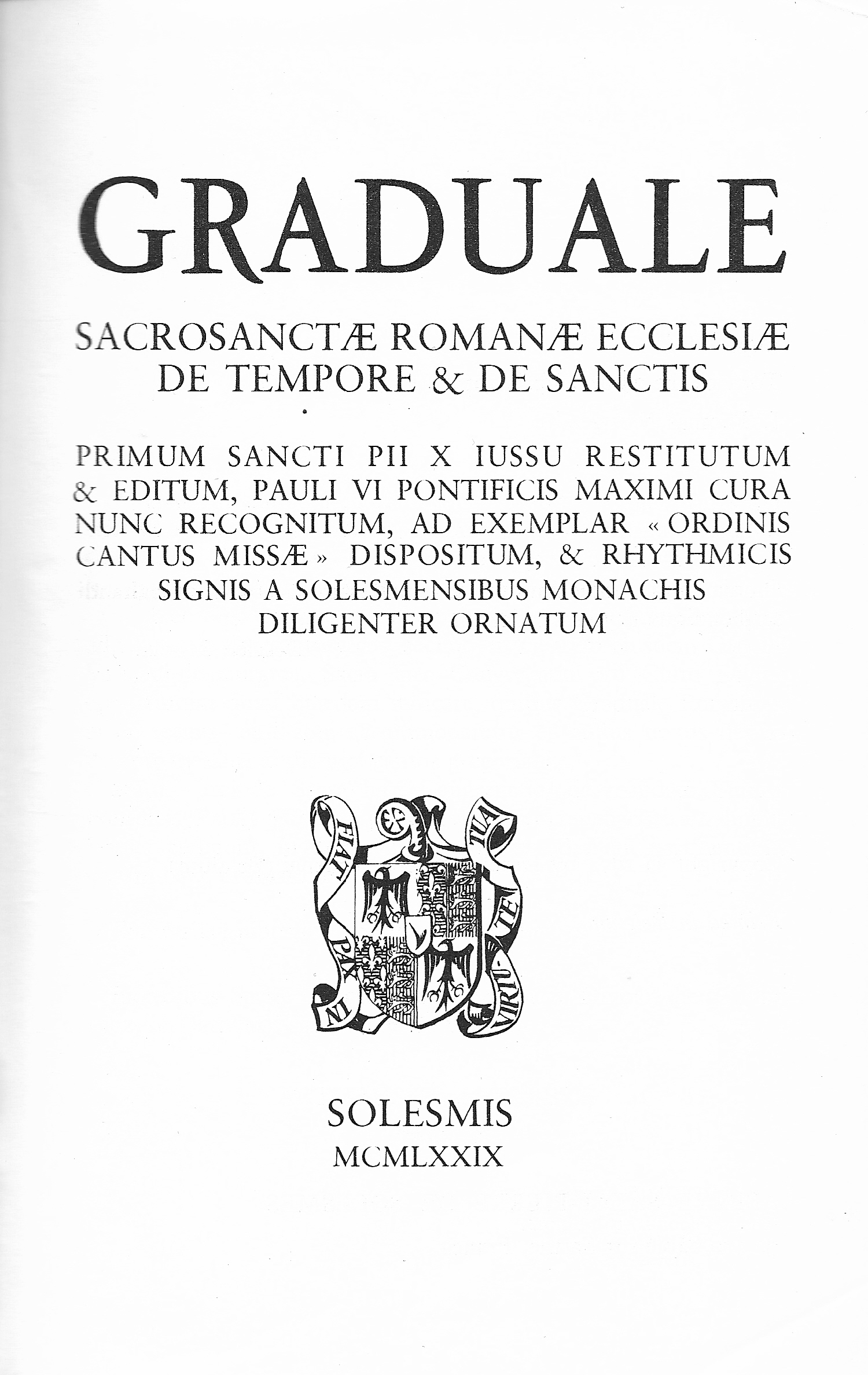
Graduale Romanum

O Gradual Romano (em latim: Graduale Romanum) é um livro litúrgico oficial do Rito Romano da Igreja Católica Romana contendo cânticos, incluindo o próprio e muitos mais, para uso na missa.
A edição típica data de 1908. A última edição de 1974 tem em conta a revisão de 1970 do Missal Romano.
Em 1979, foi publicado o "Graduale Triplex". Ele acrescentou reproduções dos neumas de manuscritos antigos colocados acima e abaixo da notação posterior.